# Monastyr (gra fabularna)
Monastyr – wydana przez wydawnictwo Portal gra fabularna utrzymana w konwencji dark fantasy osadzona w Dominium – świecie płaszcza i szpady. Podręcznik oprawiony jest w miękką lub twardą oprawę i składa się z 288 stron.

## Postać gracza
W grze tej grający wcielają się w postacie szlachciców, którzy po ciężkich życiowych przejściach próbują ponownie stać się bohaterami.
Gracz ma możliwość zagrania przedstawicielami dziesięciu szerzej opisanych i kilkunastu pomniejszych państw Dominium, które są wyznacznikiem poglądów, sposobu bycia, czy charakteru danej postaci.
Do wyboru jest dziewięć profesji, pogrupowanych w następujące kategorie:
- Wojskowy: oficer, żołnierz, zwiadowca;
- Duchowny: ksiądz, mnich, inkwizytor;
- Dworzanin: emisariusz, szpieg, artysta;

oraz dodatkowa profesja czarnoksiężnika
W czasie tworzenia postaci oprócz współczynników i umiejętności wybieramy również: szkołę szermierczą, majętności, patrona, sojuszników itd.
Specyficznym dla Monastyru elementem tworzenia postaci jest tajemnica z przeszłości, która sprawiła, że człowiek przeznaczony do wielkości odszedł w zapomnienie. Podręcznik proponuje 20 kategorii tajemnic.

## Mechanika
Mechanika systemu oparta jest na trzech kościach k20, wśród których możemy wyróżnić tzw. „dziką kość”. Spełnia ona funkcję określenia stylu danej czynności (im mniejszy na niej wynik, tym efektowniejsze wykonanie).
W Monastyrze umiejętności bohatera są sprawdzane za pomocą testów, których wynik zależny jest od poziomu trudności.
Rozwój postaci polega na wydawaniu przyznanych przez Mistrza Gry punktów doświadczenia, które wydać można na rozwijanie umiejętności, wykupywanie umiejętności dodatkowych czy też rozwijanie więzi z sojusznikami.

## Reguły walki
Walka w opisywanym systemie została podzielona na dwa rodzaje. Pierwszy to „Walka Treningowa”, która jest łatwiejsza do okiełznania i szybsza w rozegraniu. Opcja druga to „Prawdziwe Starcie” dające większe możliwości kontroli nad wydarzeniami. W Monastyrze wyróżnić możemy „akcje szermiercze” oraz „biegłości”, dzięki którym odbywające się pojedynki są bardziej realistyczne i spektakularne.

## Magia
Magia w monastyrze jest niezaprzeczalnie zła. Jest przejawem nadprzyrodzonych, mrocznych sił, których zwalczaniem zajmuje się Kościół. Poza tym zawsze pociąga za sobą niemiłe konsekwencje – utratę duszy, a nawet opętanie przez demona.

## Świat
Dominium (wyglądem podobne do współczesnej Europy) podzielone jest na 52 zróżnicowane państwa, wzorowane na różnych państwach europejskich. Szerzej opisane są następujące kraje:
- Kord – potężne imperium, trzymające w szachu graniczące z nim państwa
- Cynazja – ostoję dla elegancji i fałszu
- Ragada – wzorowana na włoskich państwach-miastach
- Agaria – pogranicze, przez które przetaczają się ciągłe wojny
- Kara – państwo kościelne, a także siedziba inkwizycji
- Matra – państwo zarządzane wyłącznie przez kobiety
- Bardania – de facto rozebrany przez ościenne mocarstwa, wzorowany na XVII-to wiecznej Polsce
- Nordia – zamieszkiwana przez nadnaturalne istoty
- Gord – górski pas na południu kontynentu, znany ze swych wytrwałych wojowników
- Doria – resztki potężnego niegdyś imperium

## Dodatki
- Atlas Dominium
- Ostatnia wspólna jesień
- Dar drugiej siostry
- Wbrew regułom wojny
- Gambit złotego króla